# Пхранакхон

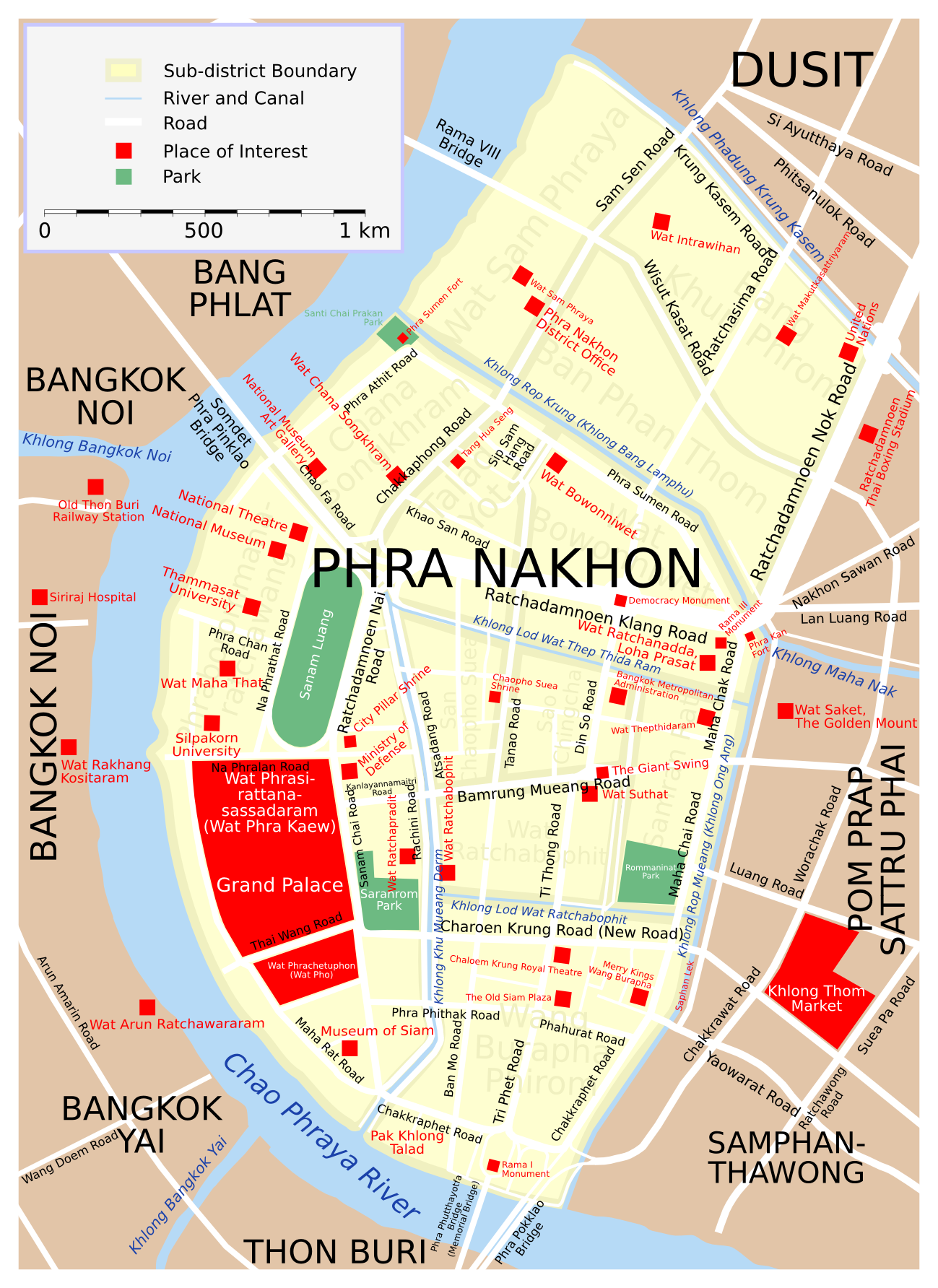
Карта района

Пхранакхон (тайск. พระนคร) — один из 50 районов (кхетов) Бангкока. Это центральный район города, включающий в себя остров Раттанакосин. Он граничит (с севера, по часовой стрелке) с районами Бангкока Дусит, Помпрапсаттрупхай, Сампхантхавонг и на другом берегу реки Чаупхрая с районами Тхонбури, Бангкок Яй, Бангкок Ной и Бангпхлат.

## Расположение
Район окружен рекой Чаупхрая на западе, каналом Кхлонг Пхадунг Крунг Касем на севере, улицей Ратчадамнен Роуд и каналом Кхлонг Онг Анг на востоке. В районе Пхранакхон также расположены лак мыанг, святилище, отмечающее центр города, площадь Санам Луанг,Большой дворец и храм Ват Пхракэу, Национальный музей Бангкока в бывшем дворце вице-короля и главные кампусы университетов Тхаммасат и Силпакон.
Другие значимые достопримечательности: храм Ват Пхо, Большие качели и храм Ват Сутхат, Монумент демократии и известная улица Кхаосан.
Из 14 крепостей, защищавших Бангкок до наших дней сохранились только два: крепость Пхра Сумен в северной части района и крепость Махакан на востоке. В 2000 году вокруг крепости Пхра Сумен открылся парк Сантичайпракан.

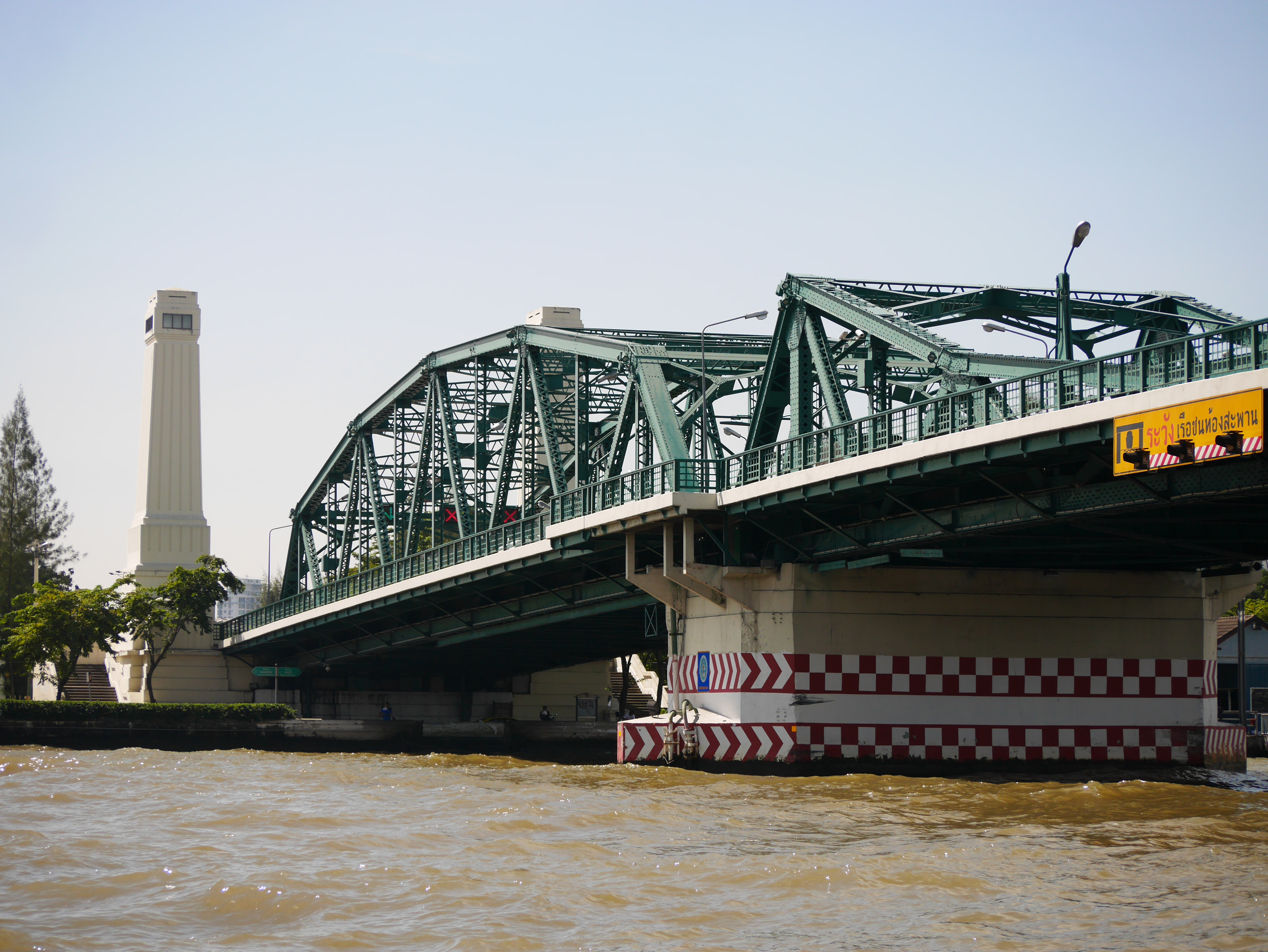
Мост Рамы I

В 2005 году побережье района от моста Рамы I на юге до пирса Васукри в районе Дусит было передано на рассмотрение в ЮНЕСКО как возможный объект всемирного наследия.
Другая интересная достопримечательность — Королевский театр Сала Чалермкрунг на улице Чаренкрунг Роуд. Это старейший кинотеатр и первый театр с кондиционированным залом Таиланда, а также единственный сохранившийся театр «Золотого века» тайского кино. Построенный по указу короля Прачадипока, он открылся 2 июля 1933 года. Несмотря на то, что там не показываются фильмы, театр был отремонтирован и теперь используется в основном для выступлений тайских танцев. Неподалеку расположены цветочный рынок Пак Кхлонг Талат и известный рынок амулетов Тха Пхрачан.
Район вокруг улицы Пхахурат Роуд (พาหุรัด) считается «маленькой Индией». Улица была проложена при короле Чулалонгкорне около века назад, и после этого здесь начало формироваться индийское сообщество. В 1933 году в этом районе был построен Сири Гуру Сингх Сабха, первый сикхский храм Таиланда. Сейчас этот район известен индийскими тканями и индийской кухней.

## История
Раннее Пхранакхон был ампхе (районом) и носил название Чанасонгхрам (อำเภอชนะสงคราม). 15 октября 1915 года после административной реформы в Бангкоке были созданы 25 районов, и 12 марта 1928 года шесть из этих районов: Пхахурат, Самранрат, Пхраратчаванг, Чанасонгкхрам, Самйот и Бангкхунпхром были объединены в ампхе Пхранкахон, который стал кхетом в 1972 году.

## Праздники
Сонгкран, традиционный Тайский Новый Год, отмечается по всей стране 13-15 апреля каждого года по всей стране. Улица Каосан Роуд в районе Пхранакхон — популярное место для празднования среди и местных, и туристов, где они по традиции обливаются водой.
Во время другого праздника, Лойкратхонга, который отмечается в 15-й день 12-го лунного месяца, популярным местом запускать фонарики в плавание становится весь берег реки Чаупхрая и крепость Пхрасумен.
Проспект Ратчадамнен часто украшается иллюминацией ко дню рождения короля (28 июля), дню рождения королевы-матери (12 августа), Национальному дню (5 декабря) и другим праздникам. Санам Луанг, недавно открытая площадь Лан Пхлабпхла Маха Чессадабодин (ลานพลับพลามหาเจษฎาบดินทร์) и другие открытые пространства часто используются в празднествах.

## Администрация
Район разделён на 12 подрайонов (кхвэнгов).
| 1. | Пхра Бором Маха Ратчаванг | พระบรมมหาราชวัง |  | 7.  | Бовоннивет    | บวรนิเวศ    |  |
| 2. | Ванг Бурапхапхиром        | วังบูรพาภิรมย์     |  | 8.  | Талат Йот     | ตลาดยอด    |  |
| 3. | Ват Ратчабопхит           | วัดราชบพิธ       |  | 9.  | Чанасонгкхрам | ชนะสงคราม  |  |
| 4. | Самранрат                 | สำราญราษฎร์     |  | 10. | Бан Пхантхом  | บ้านพานถม   |  |
| 5. | Сан Чаопхо Сыа            | ศาลเจ้าพ่อเสือ    |  | 11. | Бангкхунпхром | บางขุนพรหม  |  |
| 6. | Сао Чингча                | เสาชิงช้า        |  | 12. | Ват Сампхрая  | วัดสามพระยา |  |

## Галерея

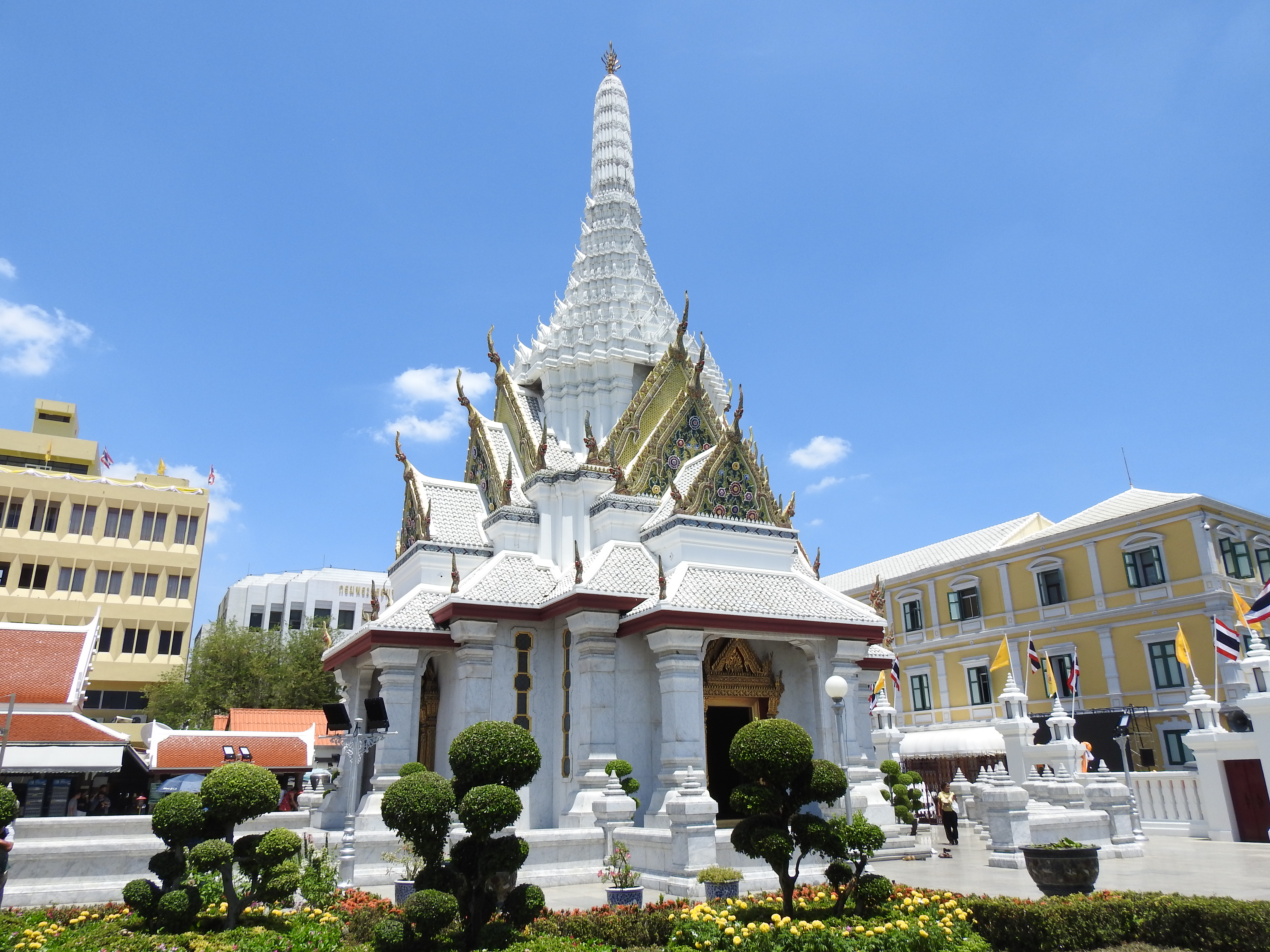
Лак мыанг (หลักเมือง), отмечающий центр Бангкока
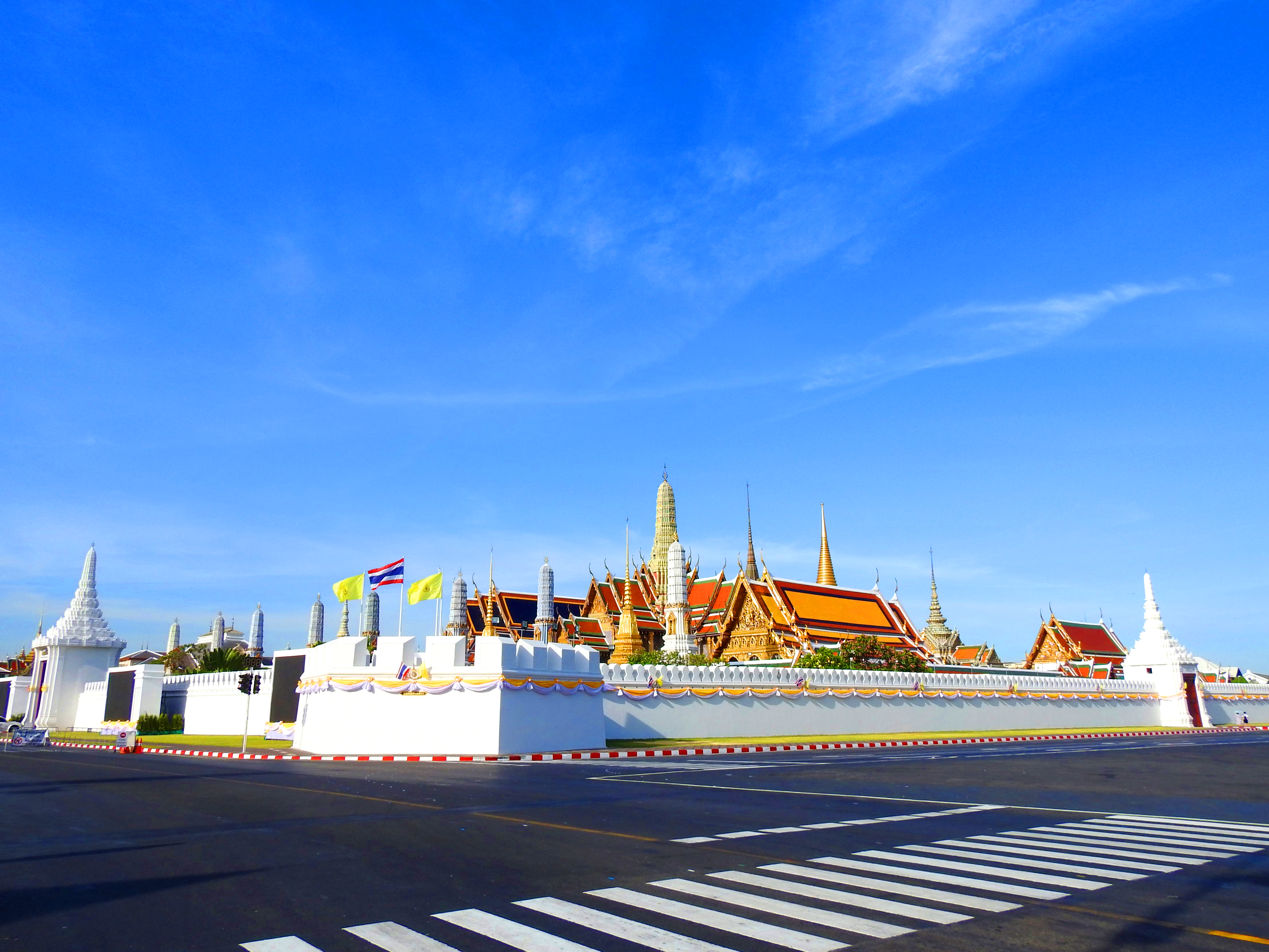
Большой дворец в углу Санам Луанг
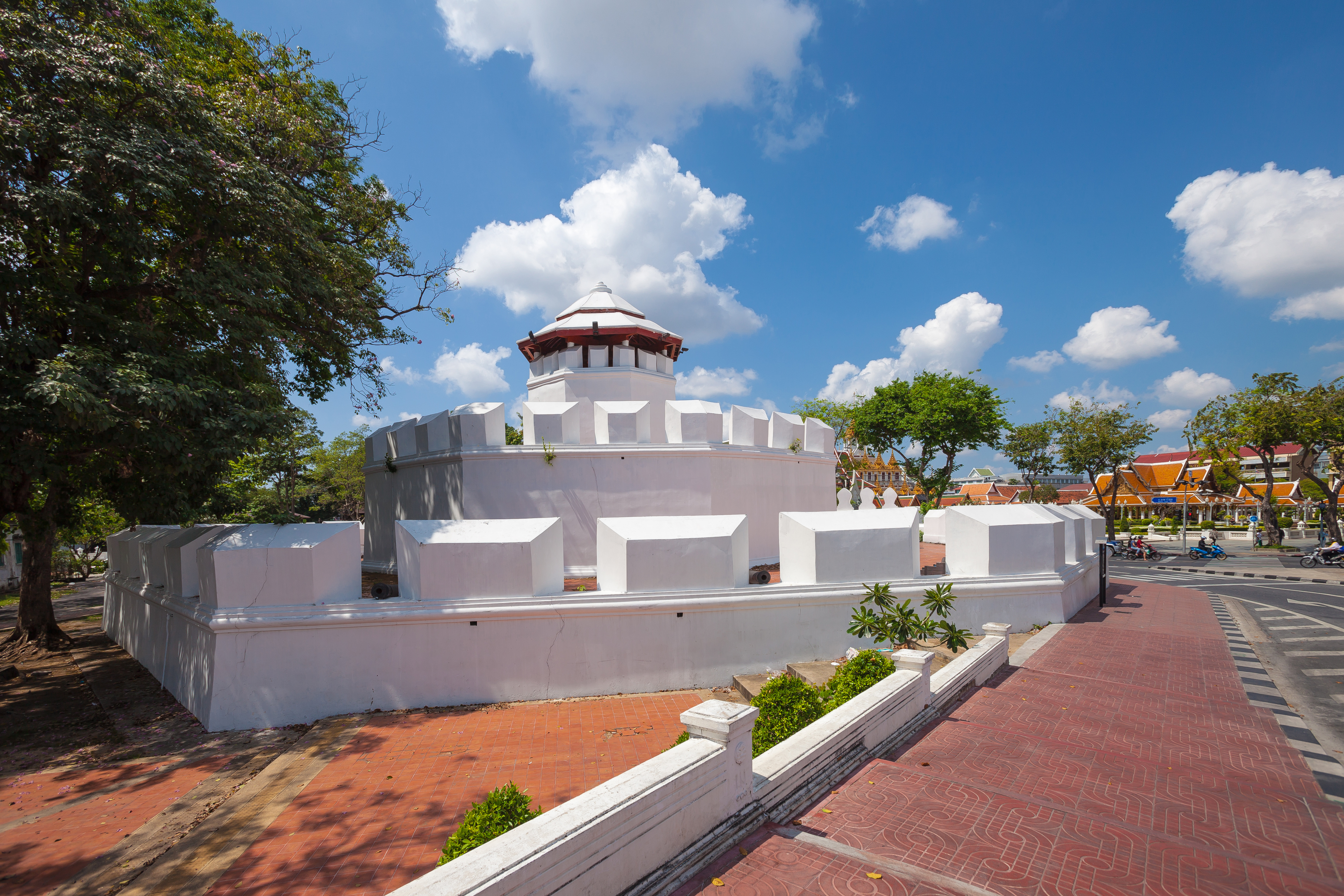
Крепость Махакан, одна из 14 крепостей, защищавших Бангкок
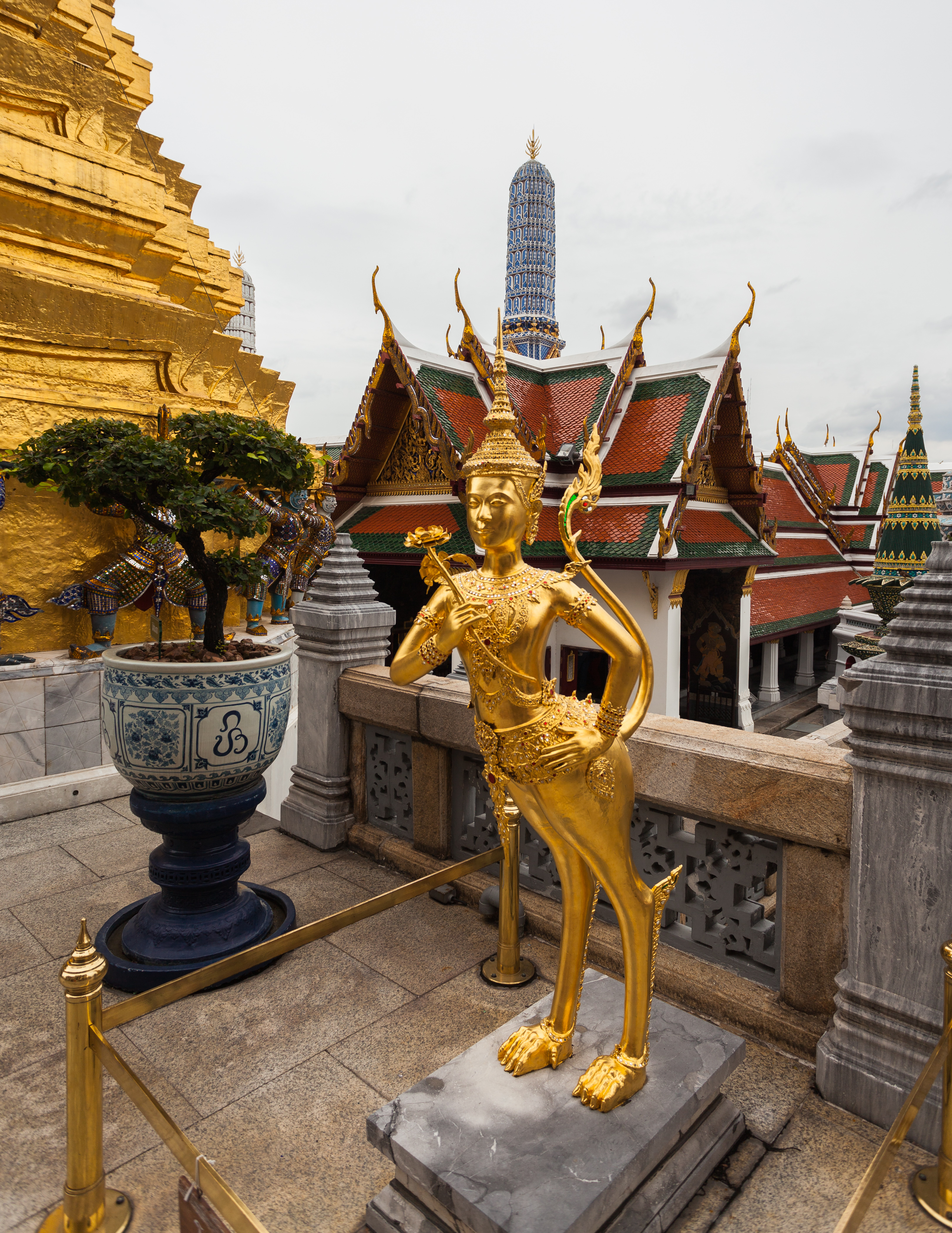
Статуя киннари в Большом дворце
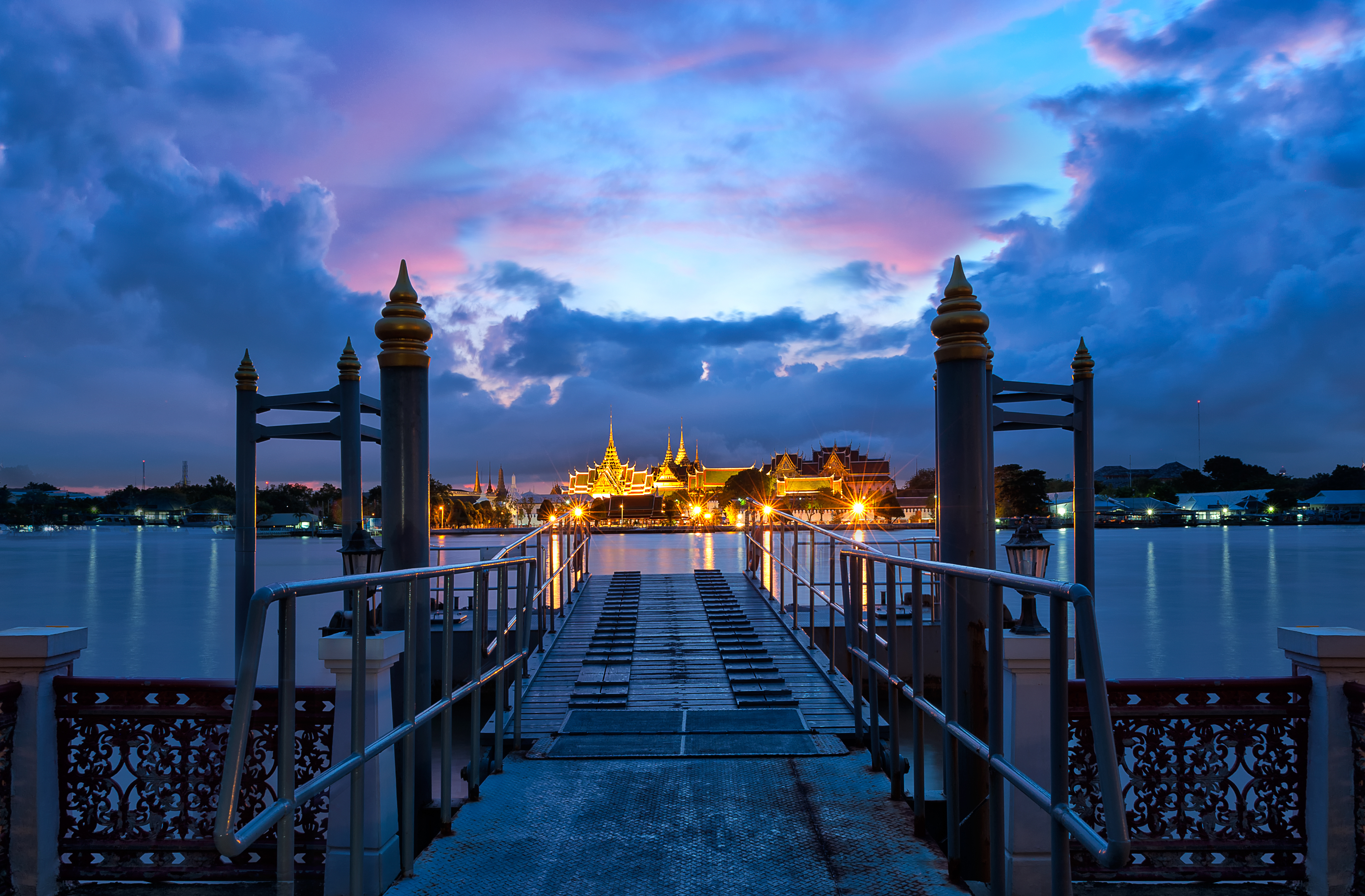
Большой дворец, вид со стороны Тхонбури через реку Чаупхрая
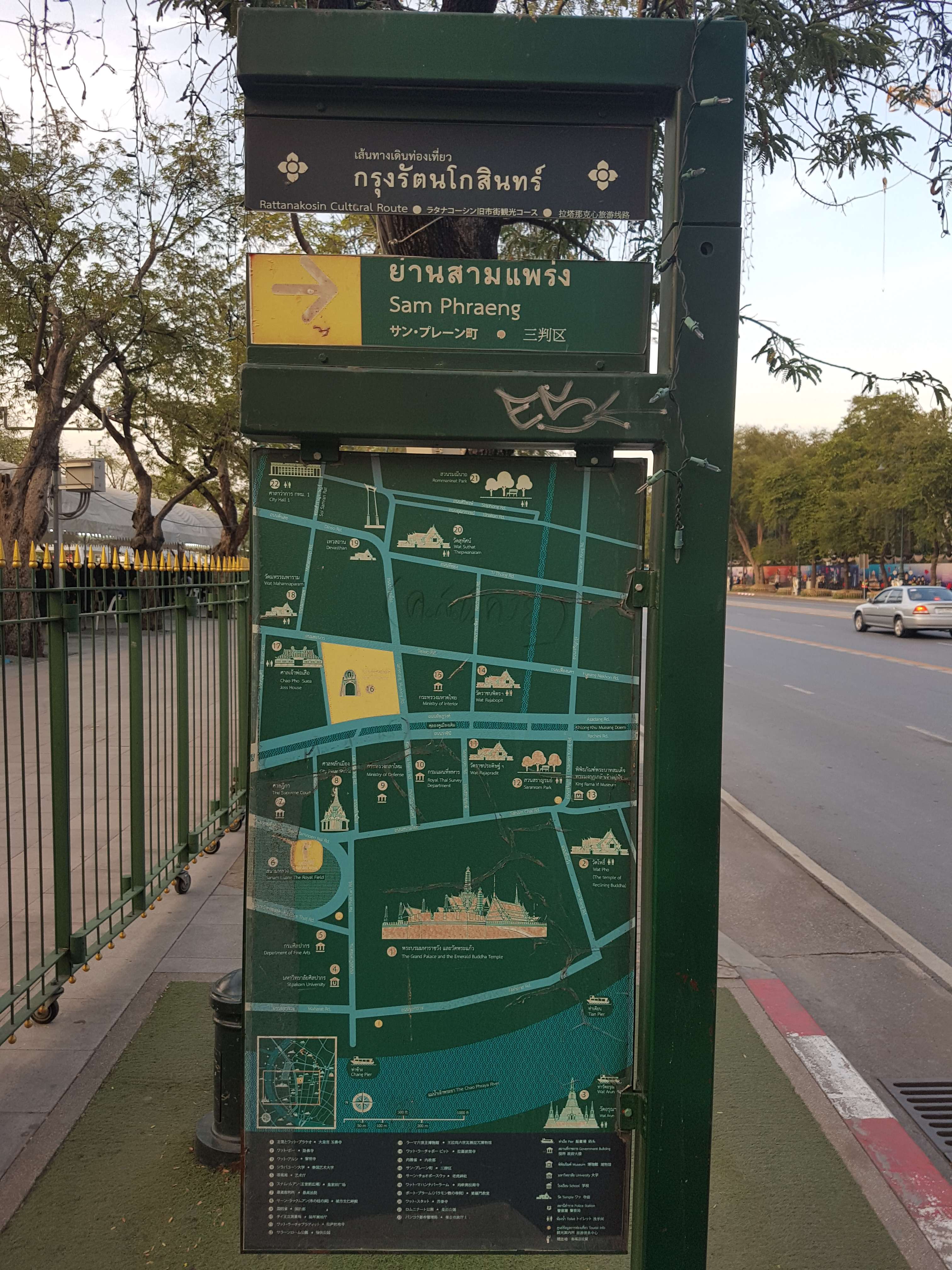
Туристический указатель в Санам Луанг
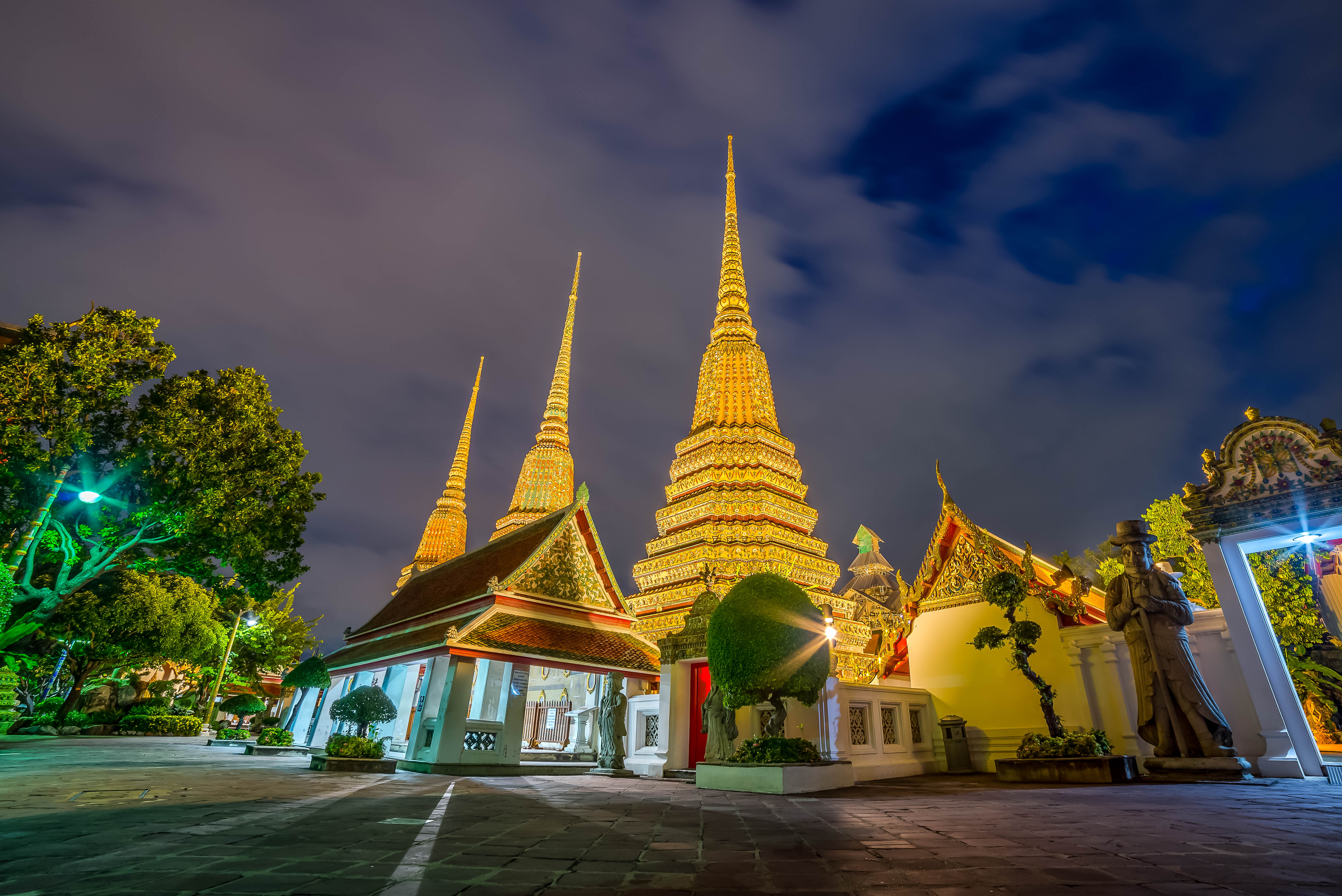
Храм Ват Пхо
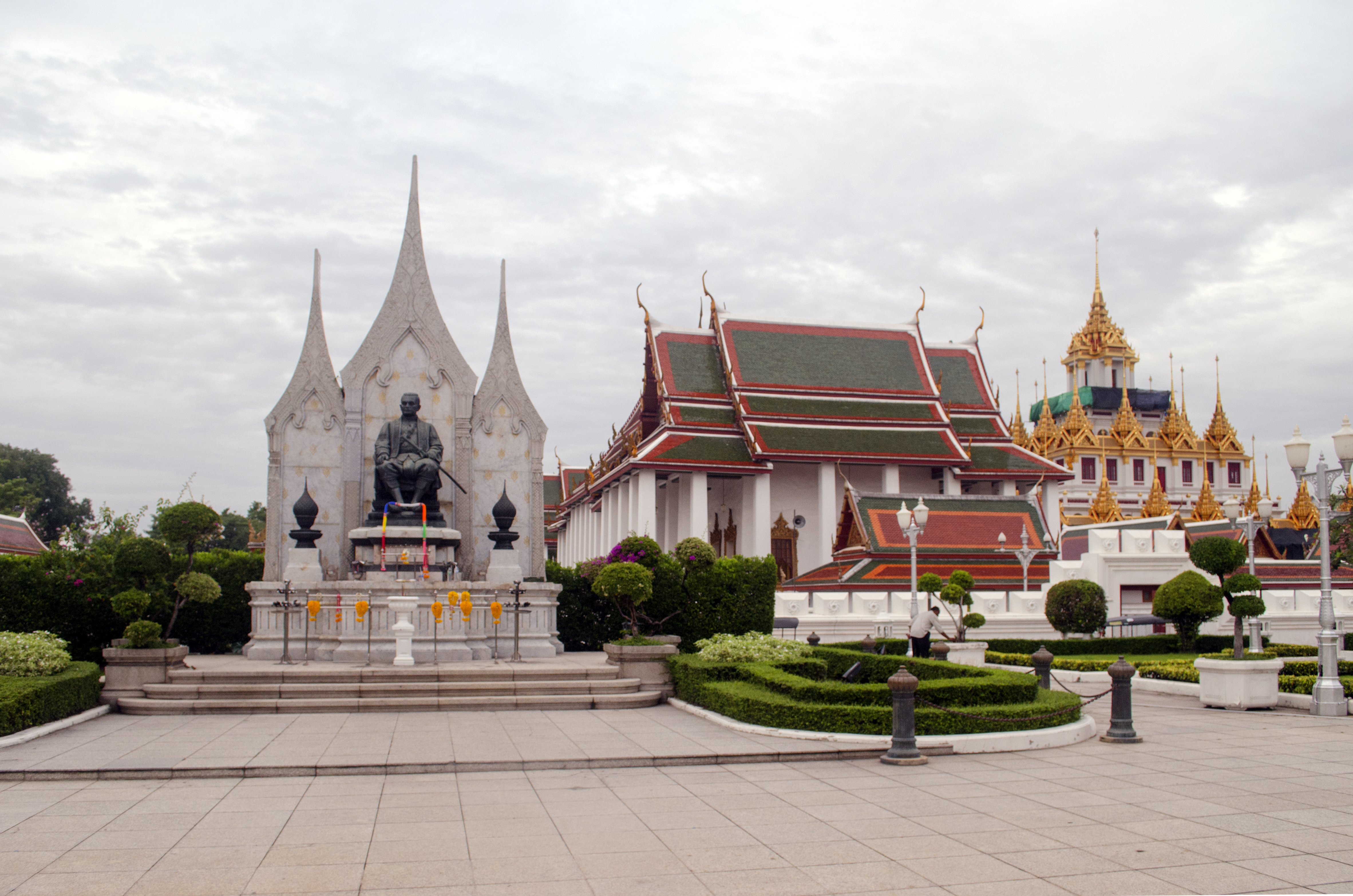
Памятник Раме III на площади Лан Пхлабпхла Маха Чессадабодин и храм Ват Ратчанадда (сзади)
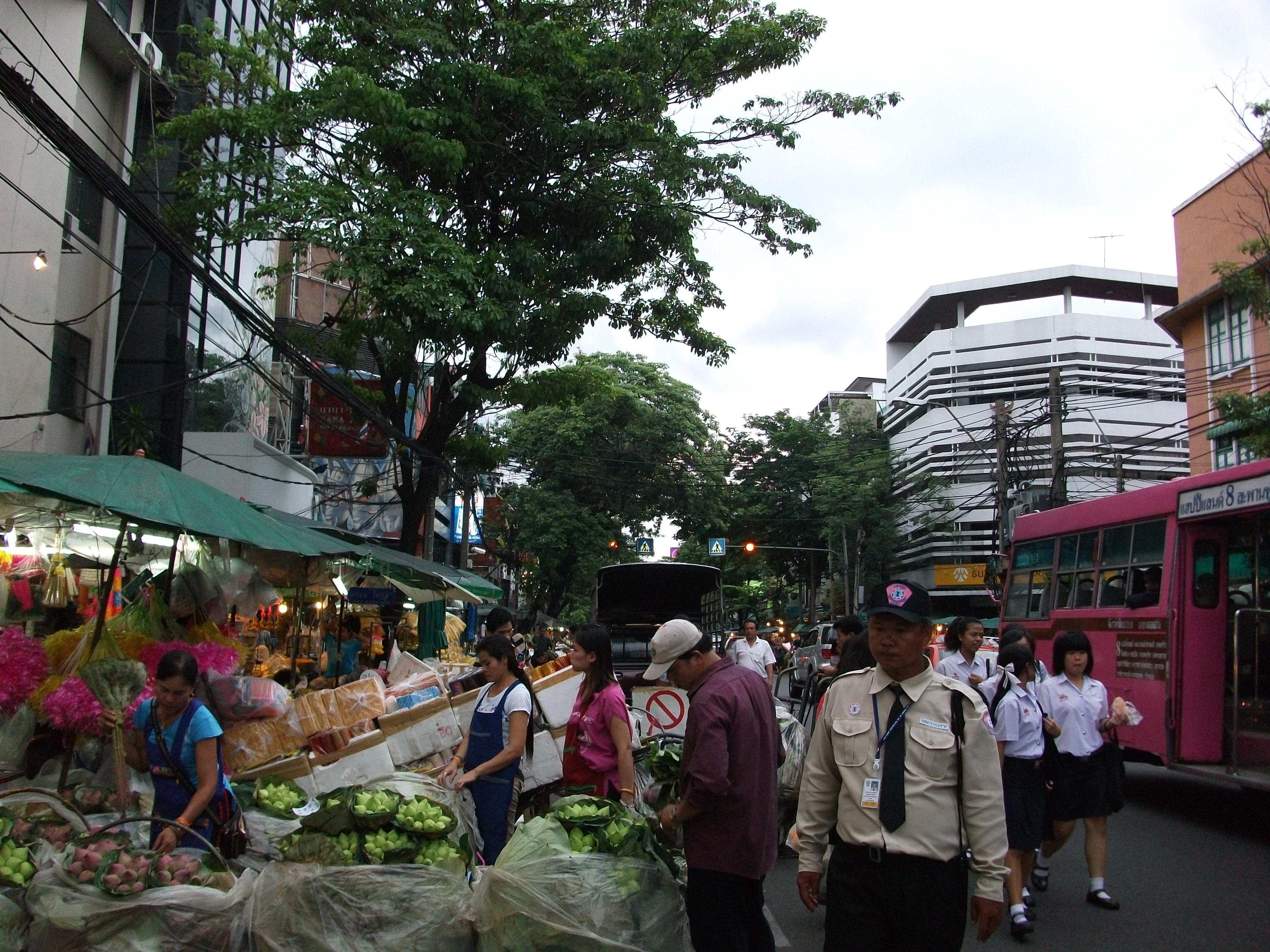
Пак Кхлонг Талат, крупнейший цветочный рынок Бангкока и Таиланда
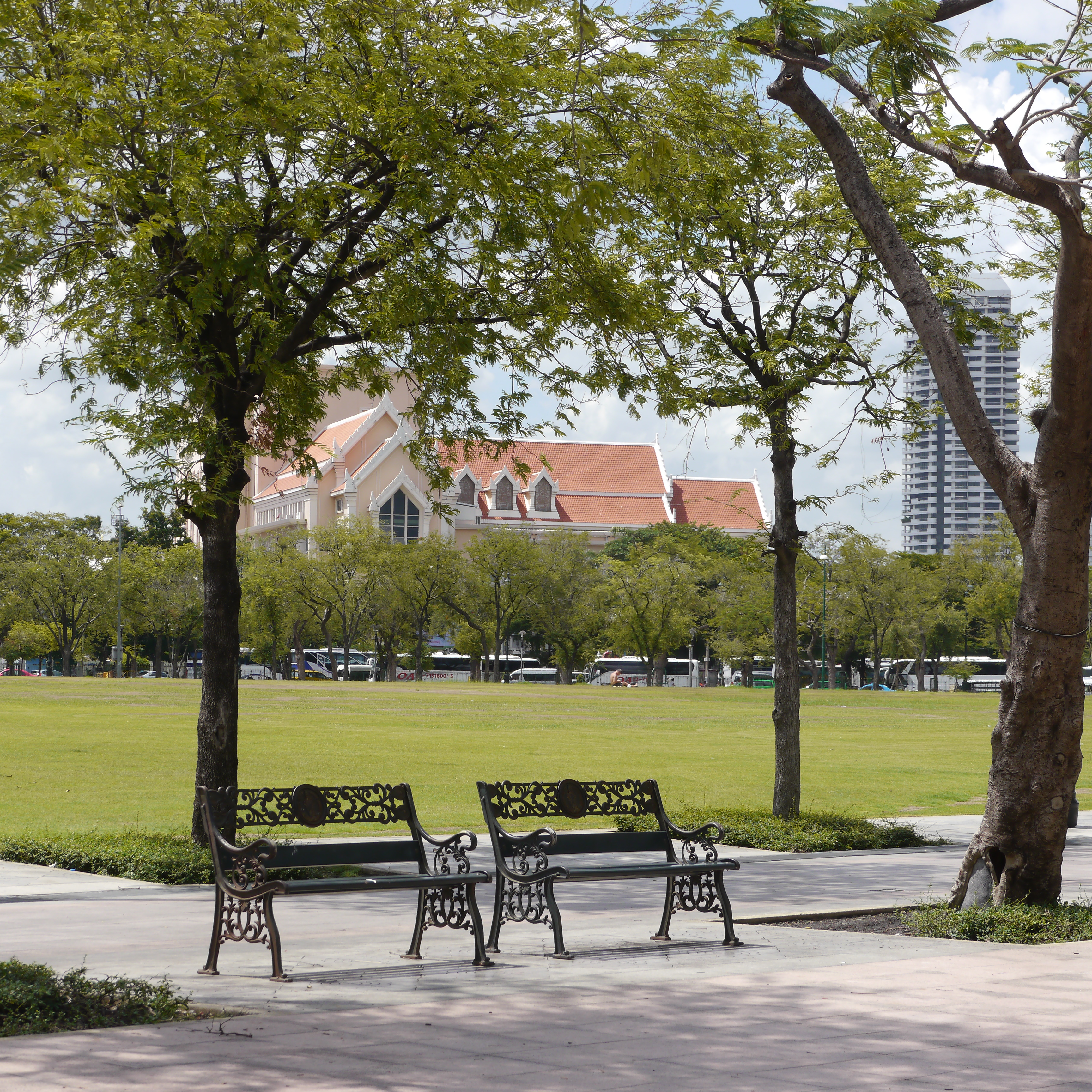
Санам Луанг